# Francesco Serratì
Francesco Serratì (...) è un militare italiano, Appuntato dell'Arma dei Carabinieri, insignito della medaglia d'oro al valor civile.